# Американська імперія: Переможна опозиція
«Американська імперія: Переможна опозиція» (англ. American Empire: The Victorious Opposition) — третя й остання книга в серії про альтернативну історію Американської імперії Гаррі Тертлдава і сьома в серії книг «Південна перемога».

## Короткий зміст сюжету
Книга охоплює період з 5 березня 1934 року (на наступний день після інавгурації Джейка Фезерстона як президента Конфедерації) до 22 червня 1941 року (початок операції «Чорна борода»).
Сполучені Штати можуть закінчити війну з Японією, але починають готуватися до четвертої війни проти свого південного сусіда — повільно і неохоче, оскільки спогади про криваву бійню Великої війни змушують населення скептично ставитися до закликів збільшити військові витрати. У Конфедерації Фезерстон і його фашистська Партія свободи запроваджують радикальні зміни в усіх сферах життя, включаючи чистку і розширення армії, скасування Верховного суду і використання концентраційних таборів для знищення політиків-вігів і радикальних лібералів, перш ніж використовувати їх для знищення чорношкірого населення Конфедеративних Штатів. Щоб зміцнити народну підтримку, Фезерстон виконує свої передвиборчі обіцянки механізувати сільське господарство Конфедерації та провести електрику до громад по всій території КША, включаючи еквівалент TVA. Ці заходи також мають ефект військових приготувань, гарантуючи, що КША вступить у наступний конфлікт як повноцінна, розвинена індустріальна нація. Старомодні, дещо самовдоволені еліти Конфедерації — клас плантаторів — затьмарені в політичному житті масовою, мілітаристською Партією свободи, керованою палким баченням Фезерстона про національну велич і помсту.
На тлі цих змін представники колишніх конфедеративних штатів Кентуккі та Г'юстон разом із Секвойєю починають закликати до повернення до Конфедерації, а партизани Конфедерації в Г'юстоні починають збройне повстання проти армії США. Президент Союзу Ел Сміт (який переміг Герберта Гувера та його соратника Вільяма Бору на президентських виборах 1936 року) дозволяє піддатися мирним фракціям у США та поступається територіальним вимогам Конфедерації. Сміту також вдається виграти переобрання у 1940 році у кандидата від Демократичної партії Роберта А. Тафта з невеликою перевагою. Кандидат від Республіканської партії Венделл Вілкі посідає третє місце на виборах, принісши голоси виборців зі свого рідного штату Індіана. 7 січня 1941 року відбуваються плебісцити, і Кентуккі та Г'юстон голосують за повернення до Конфедерації, причому Г'юстон також приєднується до Техасу. Фезерстон обіцяє не ремілітаризувати їх і не просити Секвойю (яка через велику кількість білих поселенців проголосувала за США) або інші колишні території КША, такі як анексовані райони північної Вірджинії на північ від річки Раппаганнок, північно-східний Арканзас і північно-західну Сонору. За кілька тижнів Фезерстон порушує свою обіцянку і висаджує модернізовану та розширену армію Конфедерації на річці Огайо, переконуючи Сміта, що нарешті настав час здолати Фезерстона.
Напруга в Європі зростає, коли 4 червня 1941 року помирає багаторічний правитель Німеччини Вільгельм II. Новий кайзер Вільгельм III відмовляється повернути колишню французьку територію Ельзас-Лотарингію, чого вимагала правляча партія Франції Французька дія. Сполучене Королівство, Франція та КША незабаром оголошують війну Німеччині, а через декілька днів до них приєднується Росія.
З початком війни в Європі Джейк Фезерстон відчуває, що настав час помститися своєму найбільшому ворогу: Сполученим Штатам Америки. У перший день літа 1941 року він наказує розпочати операцію «Чорна борода». Наступного дня — 22 червня 1941 року — Конфедеративні Штати Америки переносять війну в Північну Америку раптовим нападом на Філадельфію та вторгненням у південний Огайо.
(Нацистське вторгнення до Радянського Союзу — за нашою хронологією — відбулося того самого дня. Назва німецького плану вторгнення — операція «Барбаросса», названа на честь відомого німецького імператора середньовіччя, який, згідно з легендою, велика руда борода')

## Рецензії
Джекі Кассада у своїй рецензії для Library Journal назвала твір «твердим вибором». Пітер Кенон з Publishers Weekly сказав, що цей том саги Тертлдава «може бути найсильнішим і найпереконливішим з часу відкриття». Рецензент Роланда Гріна для Booklist погодився, що це був найпотужніший том у серії, описавши роман як «напружений, звичайно, але майже неможливий для надто високої оцінки».